# Szerbia javasolt világörökségi helyszínei
Szerbia területéről 2019. évi állapot szerint öt helyszín került fel a világörökségi listára, valamint tizenkét további helyszín a javaslati listán várakozik a felvételre.
| Megnevezés                                                         | Kép | Leírás | Típus      | Év   |
| ------------------------------------------------------------------ | --- | --- | ---------- | ---- |
| Đavolja Varoš                                                      |     | A Đavolja Varoš azaz „Az ördög városa”) sziklaformáció a Radan-hegy déli lejtőin található. A vulkáni tufából és andezitből álló, torony alakú sziklák magassága 2 és 15 méter között változik; a tornyok tetején levő andezitsapka megvédi őket az eróziótól. | természeti | 2002 |
| Delibláti-homokpuszta                                              |     | A homokpuszta a Temes és a Karas közötti hátságon terül el mintegy 380 négyzetkilométeren. Fásítását már II. József elrendelte, de a telepítés csak a 19. század közepén kezdődött el. A magyar államkincstár birtokából a 20. század elején védelem alá helyeztek mintegy 500 holdat, hogy a jellegzetes pusztai növényzetet eredeti állapotában megőrizzék. | természeti | 2002 |
| Šar-hegység Nemzeti Park                                           |     | A nemzeti park a Közép-Balkáni régió egyik legfontosabb védett területe. Több mint 1500 magasabb rendű növényfaj található itt, amelynek mintegy 20%-a endemikus. Számos ritka madárfaj is lakozik a parkban. | természeti | 2002 |
| Tara Nemzeti Park és a Drina-kanyon                                |     | Az 1981-ben létrehozott nemzeti park a Tara-hegy és a Zvijezda hegy nagy részét magában foglalja a Drina kanyarulatát követve. A park területén harmadidőszaki növényfajok fordulnak elő, többek közt a csak itt őshonos szerb luc. | természeti | 2002 |
| Vaskapu-szoros Nemzeti Park                                        |     | A nemzeti park a Duna mellett található, és Galambóc várától a Vaskapu I vízerőműig tart. A park legfőbb vonzereje maga a Vaskapu-szoros, ugyanakkor élővilága is változatos. A park területén található a Lepenski Vir, amely fontos mezolitikus régészeti lelőhely. | természeti | 2002 |
| Caričin Grad – Iustiniana Prima régészeti helyszín                 |     | Iustiniana Prima várost I. Iusztinianosz bizánci császár alapította szülőhelye közelében. A császár rendeletére itt építették fel Illyricum provincia közigazgatási és egyházi székhelyét. A település a szláv törzsek megjelenése idején tűnt el. | kulturális | 2010 |
| Manasija kolostor                                                  |     | A Resava folyó völgyében elhelyezkedő kolostort Lazarevics István szerb despota alapította, és 1406/7–1418 között épült fel. A kolostor építményeit erődített fal veszi körül, tizenkét bástyával. A jelenleg is működő kolostor templomának belsejében részben fennmaradtak az eredeti 15. századi freskók. | kulturális | 2010 |
| Negotini pincék                                                    |     | Negotin környékén már a legrégebbi időkben foglalkoztak szőlőtermesztéssel és borászattal, de a negotini pincék legrégebbi írásos említése csak a 19. századból maradt fenn. A jelenlegi pincék a 19. század második felében, illetve a 20. század elején épültek, de feltehetően ugyanezeken a helyeken már korábban is léteztek hasonló építmények. A pincék sokkal jobb minőségű anyagból épültek, és impozánsabbak, mint maguk a lakóházak, és számos népszokás kapcsolódik hozzájuk. | kulturális | 2010 |
| Szendrői vár                                                       |     | A várat Brankovics György szerb despota idején kezdték el építeni, azt követően, hogy a nándorfehérvári vár 1427-ben Lazarevics István halála után magyar fennhatóság alá került. A vár építéséhez egy addig lakatlan helyet választottak a Jessova és a Duna találkozásánál; ez magyarázza az építmény háromszögű alaprajzát. | kulturális | 2010 |
| A római limes szerbiai szakaszai                                   |     | A limes szerbiai szakasza a horvát határ közelében Nesztnél kezdődik és a bolgár határ mellett Rakovicanál (Dorticum) ér véget. A védmű Traianus császár idején készült el, és Diocletianus illetve I. Constantinus idején szervezték újjá. | kulturális | 2015 |
| Bács kultúrtáj                                                     |     | A javasolt helyszínhez Bács, Palánka és Hódság községek tartoznak. A területen található számos műemlék közül három kulcsfontosságú a kultúrtáj történelmének megértéséhez: a bácsi vár, a bogyáni ortodox kolostor és a bácsi ferences kolostor. | kulturális | 2019 |
| A Kárpátok és más európai régiók ősbükkösei helyszín kiterjesztése |     | A helyszín kezdetben Szlovákia és Ukrajna területén érintetlen állapotban fennmaradt erdőségeket foglalta magába, és 2007 óta a világörökség része volt. 2011-től a területet kiterjesztették további öt erdővel Németország területére is. 2017-ben a világörökségi védelemben részesülő területet ismét kiterjesztették, amely így különböző, egymással össze nem függő erdőket tartalmaz Albánia, Ausztria, Belgium, Bulgária, Horvátország, Németország, Olaszország, Románia, Spanyolország, Szlovákia, Szlovénia, Ukrajna területén. 2019-ben Szerbia javasolta a védelem kiterjesztését a Tarcal Nemzeti Park, a Tara Nemzeti Park és a Kopaonik erdőire is. | természeti | 2019 |